# 한국물가정보배 프로기전
한국물가정보배 프로기전(韓國物價情報杯 프로棋戰), 약칭 물가정보배(物價情報杯)는 2005년 시작된 대한민국의 프로 바둑 기전이다. 한국기원이 주최하며, 사단법인 한국물가정보의 협찬을 받는다.

## 대회 형식
예선을 통과한 10명, 전기 시드 4명, 후원사 추천 시드 2명 등 16명이 4인조로 나뉘어 더블 엘리미네이션 방식으로 본선을 치른다. 각조 1, 2위 총 8명이 결선 토너먼트를 벌이며, 결승전은 3번기이다. 제한 시간 10분, 초읽기 40초 3회가 주어지며, 덤은 6집 반이다.
우승자는 3000만원, 준우승자는 1000만원을 받는다.
2015년부터는 한국바둑리그에 참여하기로 결정하여, 본 대회를 잠정 중단하였다.

## 역대 우승자
| 회수 | 연도 | 우승       | 전적 | 준우승      |
| ---- | ---- | ---------- | ---- | ----------- |
| 1    | 2005 | 박영훈 9단 | 2:0  | 이창호 9단  |
| 2    | 2006 | 이세돌 9단 | 2:0  | 최원용 4단  |
| 3    | 2007 | 이세돌 9단 | 2:1  | 이영구 6단  |
| 4    | 2008 | 홍성지 6단 | 2:1  | 이세돌 9단  |
| 5    | 2009 | 김지석 5단 | 2:0  | 이창호 9단  |
| 6    | 2010 | 이세돌 9단 | 2:0  | 이창호 9단  |
| 7    | 2011 | 이영구 8단 | 2:1  | 윤준상 8단  |
| 8    | 2012 | 안성준 4단 | 2:0  | 김지석 8단  |
| 9    | 2013 | 박정환 9단 | 2:1  | 이영구 9단  |
| 10   | 2014 | 나 현 4단  | 2:0  | 박창명 초단 |